# جان هاوارد لاسون
جان هاوارد لاسون (انگلیسی: John Howard Lawson؛ ۲۵ سپتامبر ۱۸۹۴ – ۱۱ اوت ۱۹۷۷) یک فیلم‌نامه‌نویس اهل ایالات متحده آمریکا بود.